# Nodulisporium tuberum
Nodulisporium tuberum är en svampart som beskrevs av A. Fontana & Fas.-Bonf. ex de Hoog 1974. Nodulisporium tuberum ingår i släktet Nodulisporium och familjen kolkärnsvampar.   Inga underarter finns listade i Catalogue of Life.